# Oksana Sabuschko

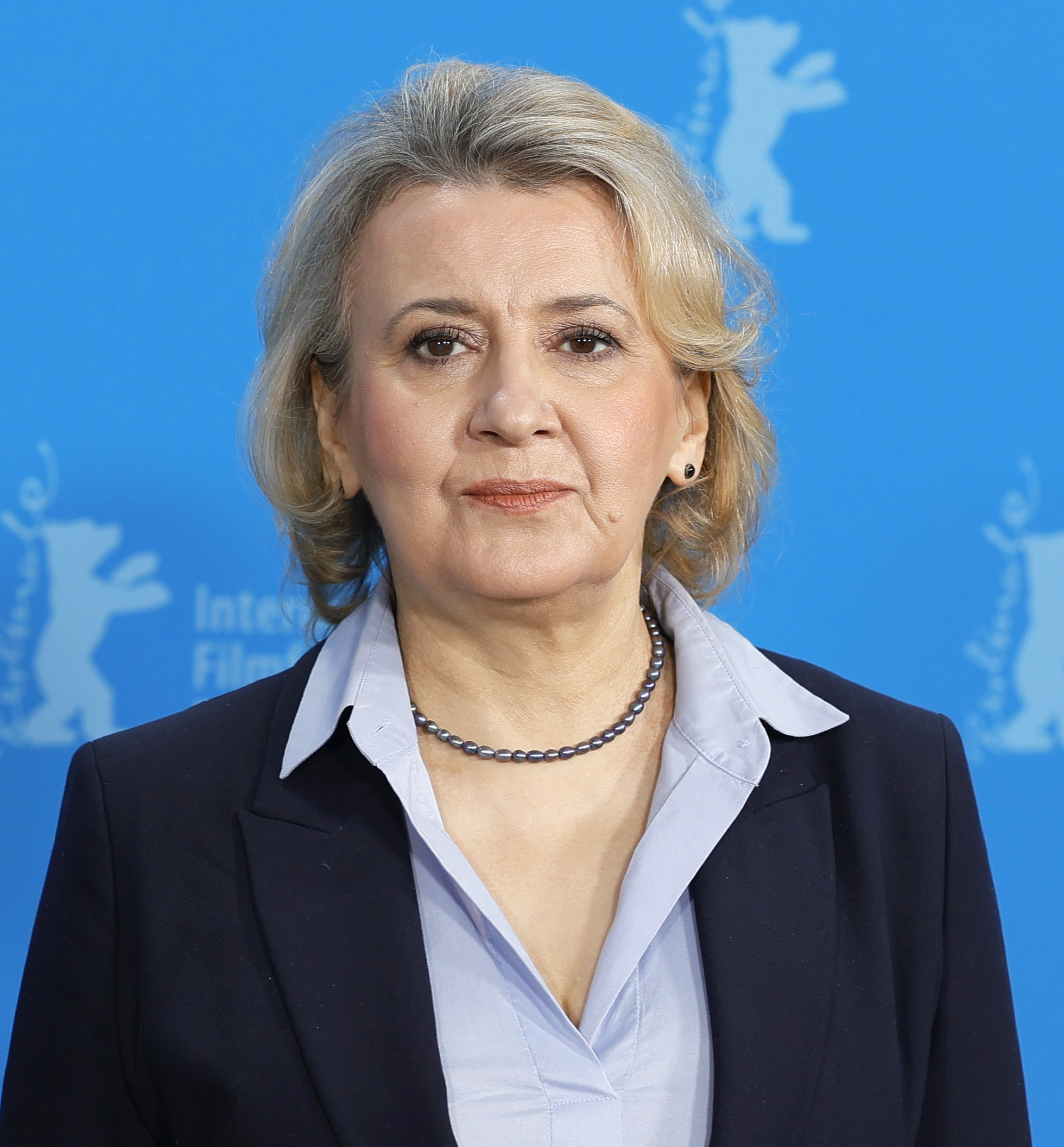
Oksana Sabuschko, Berlinale 2024

Oksana Stefaniwna Sabuschko (ukrainisch Оксана Стефанівна Забужко; * 19. September 1960 in Luzk) ist eine ukrainische Schriftstellerin, Dichterin und Essayistin. Sabuschko schreibt über die ukrainische Identität und benutzt oft die feministische und postkoloniale Methodologie.

## Leben und Wirken
Oksana Sabuschko studierte nach dem Schulabschluss an der Universität Kiew. 1987 trat sie in die KPdSU ein, im selben Jahr folgte ihre Promotion am Philosophischen Institut der Ukrainischen Akademie der Wissenschaften. In den 1990er-Jahren war sie als Gastprofessorin an amerikanischen Universitäten (Penn State, Pittsburgh und Harvard University) tätig. Von 1995 bis 2010 war sie Vizepräsidentin des ukrainischen PEN-Zentrums. Sie unterrichtet kreatives Schreiben an der Universität Kiew und schreibt regelmäßig für Zeitschriften und Magazine zu literarischen Themen.
Ihr Werk ist in mehrere Sprachen übersetzt und wurde u. a. mit dem Global Commitment Foundation Poetry Prize 1997 ausgezeichnet.
Sabuschko hat seit Mitte der 80er Jahre mehrere Lyrikbände, mehrere Erzählungen und politisch-philosophische Studien publiziert.
In ihrem im Mai 2012 erschienenen Essay Planet Wermut, einer Sammlung von zum Teil nicht ganz neuen Texten, versucht Oksana Sabuschko die Ukraine, dieses „letzte Territorium Europas“, und dessen historischen Tragödien zu erklären.
Oksana Sabuschko bemerkt, dass ihre Schriftstellergeneration, die auch als Generation Tschernobyl bezeichnet wird, die Katastrophe bisher literarisch kaum verarbeitet hat, wie überhaupt das 20. Jahrhundert für sie noch unverdaut ist.
Während der Revolution der Würde verstärkte sich ihre negative Einstellung zu Russland, sie sagte, dies sei ein „importierter Albtraum“ eines „größenwahnsinnigen, komplizierten, wohldurchdachten Drehbuchs, wonach unser Land in Brand gesetzt und offensichtlich zerstört werden soll“. Sie machte auch klar, dass Janukowytsch und seine Partei nach diesem Drehbuch eine Hauptrolle gespielt, es aber sicher nicht selber geschrieben hätten, der Autor sei vielmehr eindeutig ein Wahnsinniger. Im Mai 2014 konnte sie kaum glauben, dass eine neue Art von Krieg gegen die Ukraine geführt wurde:

„Im Grunde genommen ist Putins Reich ein reines Mediengebilde. (…) Wir haben den Informationskrieg gegen Russland schon verloren, noch bevor wir verstanden haben, dass überhaupt ein Krieg gegen uns geführt wird.“

Später stellte sie zur russischen Invasion und Propaganda fest, dass sie das Gegenteil dessen bewirkten, was beabsichtigt sei; sie trügen dazu bei, die kulturelle Identität und die Unabhängigkeit der kulturellen Einrichtungen in der Ukraine zu stärken.
Sie gehörte im Dezember 2016 zu den Unterzeichnern des Aufrufs des Internationalen Literaturfestivals Berlin „Schluss mit dem Massenmord in Aleppo!“, der sich gegen den „Bombenkrieg des russischen Präsidenten Putin in der syrischen Stadt Aleppo“ wendet.
Im Jahr 2024 wurde sie in die Wettbewerbsjury der 74. Berlinale eingeladen.

## Rezeption
In dem Roman Im Menschen muss alles herrlich sein (2021) von Sasha Marianna Salzmann finden sich mehrere Verweise auf die Feldstudien über ukrainischen Sex.

## Auszeichnungen
- 2009: Artist in Residence in der Villa Sträuli in Winterthur
- 2009: Antonowytsch-Preis
- 2013: Mitteleuropäischer Literaturpreis Angelus für Museum der vergessenen Geheimnisse in der polnischen Übersetzung von Katarzyna Kotyńska.
- 2019: Taras-Schewtschenko-Preis für das Buch  „І знов я влізаю в танк...“ (dt.Und wieder betrete ich den Panzer …)
- 2020: BBC Ukraine Buch des Jahres für den Essayband „Planet Wermut“

## Werke

### Poesie
- Second Attempt (2005) Друга спроба

### Prosa
- Feldforschungen über ukrainischen Sex (Польові дослідження з українського сексу). Kiew 1996.[9]
  - Feldstudien über ukrainischen Sex, aus dem Ukrainischen von DAJA (Martina Lebbihiat-Müller u. a.). Literaturverlag Droschel, Graz 2006 = Fischer, Frankfurt am Main 2008.
  - Field Work In Ukrainian Sex, übersetzt von Halryna Hryn. Las Vegas 2011.
- Schwester, Schwester (Сестро, сестро). Fakt, Kiew 2003.
  - Schwestern: Ein Roman in Erzählungen, aus dem Ukrainischen von Alexander Kratochvil. KLAK-Verlag, Berlin 2020. ISBN 978-3-948156-46-6.
- Museum der vergessenen Geheimnisse (Музей Покинутих Секретів). Kiew 2009.
  - Museum der vergessenen Geheimnisse, übersetzt von Alexander Kratochvil; Literaturverlag Droschl, Graz 2010, ISBN 978-3-85420-772-6 = Fischer, Frankfurt am Main 2014
  - Museum der vergessenen Geheimnisse, Oksana Sabuschko, Aus dem Ukrainischen übersetzt von Alexander Krotochvil, Fischer Taschenbuch Verlag, Frankfurt/Main 2014, DNB-Link
  - Muzeum porzuconych sekretów, übersetzt von Katarzyna Kotyńska. W.A.B., Warschau 2010.
  - The museum of abandoned secrets, übersetzt von Nina Shevchuk-Murray. Las Vegas 2012.
- Planet Wermut. Essays, aus dem Ukrainischen von Alexander Kratochvil. Literaturverlag Droschl, Graz 2010, ISBN 978-3-85420-795-5
- Der lange Abschied von der Angst, aus dem Ukrainischen von Alexander Kratochvil. (= Essay 70). Literaturverlag Droschl, Graz 2018. ISBN 978-3-99059-016-4.
- Die längste Buchtour. Essay. Übersetzt von Alexander Kratochvil, Droschl, Graz 2022, ISBN 978-3-99059-121-5

### Sachliteratur
- Notre Dame d'Ukraine: Eine Ukrainerin im Konflikt der Mythologien (2007) Notre Dame d’Ukraine: Українка в конфлікті міфологій
- Let my People Go: 15 Texte über die ukrainische Revolution (Let my people go. 15 текстів про українську революцію). Kiew 2005.
- Die Fortinbras Chroniken (Хроніки від Фортінбраса) Kiew 1999.
- Philosophie der ukrainischen Idee und der europäische Kontext: Die Periode [Iwan] Franko (Філософія української ідеї та європейський контекст: Франківський період). Kiew, Osnovy 1992.
- Планета Полин (Planet Wermut), Kiew, Komora 2020

### Interviewband
- Ukrainisches Palimpsest: Oksana Sabuschko im Gespräch mit Iza Chruślińska (Український палімпсест: Оксана Забужко у розмові з Ізою Хруслінською). Kiew 2014.
  - Ukrainski palimpsest: Oksana Zabuzko w rozmowie z Iza Chruslinska. Breslau 2013.